# NGC 5339
NGC 5339 је спирална галаксија у сазвежђу Девица која се налази на NGC листи објеката дубоког неба.
Деклинација објекта је - 7° 55' 50" а ректасцензија 13h 54m 0,0s. Привидна величина (магнитуда) објекта NGC 5339 износи 14,1 а фотографска магнитуда 15,0. NGC 5339 је још познат и под ознакама MCG -1-35-18, MK 1363, IRAS 13513-0741, PGC 49388.